# Кононов, Алексей Леонардович
Алексей Леонардович Кононов (род. 7 января 1962, Фергана) — советский и российский журналист и медиадеятель.

## Биография
Алексей Кононов родился 7 января 1962 года в городе Фергана Узбекской ССР (сейчас в Узбекистане).
В 1989 году окончил факультет журналистики Московского государственного университета имени М. В. Ломоносова, в 1994 году — колледж по подготовке кадров в сфере бизнеса при Российско-американском университете.
Журналистскую карьеру начал в 1989 году в Раменском в районной газете «За коммунистический труд».
В 1990 году стал депутатом Московского областного Совета народных депутатов и был назначен председателем комитета по связям с общественностью и средствам массовой информации.
По инициативе Кононова в регионе были учреждены газеты «Подмосковье» и «Подмосковные известия». «Подмосковье» в начале 1990-х годов пользовалось большой популярностью среди читателей — тираж издания в 1993—1995 годах превышал 200 тысяч экземпляров.
В 1990-е годы был главным редактором московской областной газеты «Ленинское знамя».
В 1996—2001 годах был генеральным директором издательского дома «Подмосковье».
В 1998 году был избран председателем Московского областного отделения Союза журналистов России.
В 2001—2003 годах работал на руководящих позициях в газете «Россiя» и медиахолдинге «Рен-ТВ».
В дальнейшем был генеральным директором издательских домов «Столичный класс» и «Эпоха».
В 2000 году за достижения в развитии издательского дела в Московской области был награждён медалью ордена «За заслуги перед Отечеством» II степени.